# Marius Grigonis
Marius Grigonis (Kaunas, 26 aprile 1994) è un cestista lituano.

## Carriera
Con la Lituania ha disputato i Giochi olimpici di Rio de Janeiro 2016, i Campionati mondiali del 2019 e due edizioni dei Campionati europei (2017, 2022).

## Statistiche

### Eurolega
| Anno       | Squadra         | PG  | PT  | MP   | TC%  | 3P%  | TL%   | RP  | AP  | PRP | SP  | PP   |
| ---------- | --------------- | --- | --- | ---- | ---- | ---- | ----- | --- | --- | --- | --- | ---- |
| 2018-2019  | Žalgiris Kaunas | 34  | 18  | 20,8 | 46,6 | 44,2 | 93,5* | 2,1 | 1,9 | 0,6 | 0,0 | 8,7  |
| 2019-2020  | Žalgiris Kaunas | 10  | 10  | 25,8 | 44,7 | 38,6 | 84,6  | 2,6 | 2,0 | 0,5 | 0,1 | 11,5 |
| 2020-2021  | Žalgiris Kaunas | 34  | 34  | 27,6 | 48,1 | 45,6 | 94,4  | 2,1 | 3,3 | 0,8 | 0,1 | 13,4 |
| 2021-2022  | CSKA Mosca      | 16  | 3   | 19,4 | 42,4 | 43,1 | 91,7  | 1,4 | 1,9 | 0,6 | 0,0 | 8,5  |
| 2022-2023  | Panathīnaïkos   | 27  | 7   | 17,9 | 43,5 | 43,5 | 84,0  | 1,6 | 1,6 | 0,4 | 0,0 | 8,1  |
| 2023-2024† | Panathīnaïkos   | 41  | 36  | 24,7 | 48,3 | 41,7 | 90,0  | 2,7 | 1,3 | 0,6 | 0,0 | 9,1  |
| Carriera   | Carriera        | 162 | 108 | 22,9 | 46,5 | 43,2 | 90,5  | 2,1 | 2,0 | 0,6 | 0,0 | 9,9  |

## Palmarès

### Club
- Campionato lituano: 3

Žalgiris Kaunas: 2018-2019, 2019-2020, 2020-2021
- Campionato greco: 1

Panathinaikos: 2023-2024
- Coppa di Lituania: 2

Žalgiris Kaunas: 2019-2020, 2020-2021
- Coppa di Grecia: 1

Panathinaikos: 2024-2025
- Supercoppa VTB United League: 1

CSKA Mosca: 2021
- Basketball Champions League: 1

Canarias: 2016-2017
- Eurolega: 1

Panathinaikos: 2023-2024

### Individuale
- Basketball Champions League Final Four MVP: 1

Canarias: 2016-17